# Nirvana (filme)
Nirvana é uma produção cinematográfica italiana, do gênero ficção científica, lançado em 1997. Dirigido por Gabriele Salvatores e estrelado por Christopher Lambert, Diego Abatantuono e Stefania Rocca.

## Sinopse
O roteiro conta a história de Jimi, um designer de games de sucesso que descobre que um vírus deu vida a Solo, personagem principal de seu jogo. A partir daí, Jimi busca ajuda para deletar seu jogo antes que ele seja lançado e para encontrar sua namorada Lisa. Neste filme o personagem virtual, preso dentro de um jogo eletrônico, se encontra num "laço no tempo"